# 条叶东俄芹
条叶东俄芹（学名：Tongoloa taeniophylla）为伞形科东俄芹属的植物，是中国的特有植物。分布在中国大陆的四川、云南、青海等地，生长于海拔3,500米的地区，常生于山坡草地，目前尚未由人工引种栽培。